# 290 км (зупинний пункт, Придніпровська залізниця)
290 км — пасажирський зупинний пункт Запорізької дирекції Придніпровської залізниці на лінії Пологи — Комиш-Зоря між станцією Пологи (4 км) та зупинним пунктом Платформа 292 км (2 км). Розташований у східній частині міста Пологи Запорізької області.

## Пасажирське сполучення
На зупинному пункті 290 км зупинялися приміського сполучення:
| Рух приміських поїздів по зупинному пункту 290 км (до 2022 року) |                     |                          |
| №                                                                | Маршрут сполучення  | Періодичність курсування |
| 6855                                                             | Комиш-Зоря — Пологи | Щоденно                  |
| 6856                                                             | Пологи — Комиш-Зоря | Щоденно                  |
| 6857                                                             | Комиш-Зоря — Пологи | Щоденно                  |
| 6860                                                             | Пологи — Комиш-Зоря | Щоденно                  |

Наразі рух поїздів, з початку російського вторгнення в Україну, тимчасово припинено.